# Char M47 Patton
Le M47 Patton est un char moyen « M47 Medium Tank – 90 mm Gun » selon la nomenclature américaine, il est destiné à remplacer tous les Sherman M4 et les M26 Pershing développés pendant la Seconde Guerre mondiale et qui s'avèrent être vraiment faibles vis-à-vis de la concurrence. Il est le deuxième char portant le nom de Patton après le M46. Peu utilisé par l'US Army et l'US Marine Corps, le M47 est abondamment livré aux pays de l'OTAN et de l'OTASE à travers le programme  Military Assistance Program (MAP).

## Genèse du M47
Sa production est lancée en urgence en juin 1951. Il correspond à un constat de carence durant la guerre de Corée où les modèles anciens s'avèrent bien faibles par rapport à leurs adversaires. Après la Seconde Guerre mondiale, les États-Unis n'alignent en première ligne que des chars moyens de type M26 Pershing et son dérivé le M46 Patton. Or ces chars, développés dans les années 1940, ne sont plus jugés suffisamment aptes à faire face à la nouvelle menace soviétique. Un projet de char moyen le T42 alors à l'étude pour les remplacer n'est pas satisfaisant en l'état. Il est décidé d'adapter la tourelle du T42 avec un canon de 90 mm T119 sur le châssis déjà rodé du M46 qui est toutefois modifié. La protection du glacis avant est renforcée, le système de refroidissement est amélioré notamment le contrôle du ventilateur et un nouveau système électrique est installé. Le tout donne un char de transition qui est produit à raison de 8 576 exemplaires dans deux usines, le Detroit Arsenal (Warren, Michigan), officiellement Detroit Army Tank Plant, (5 481 unités) et un site de production de la American Locomotive Company (ALCO) à Schenectady dans l’État de New York (3 095 unités) jusqu'à la conversion des chaînes en novembre 1953 pour produire le M48. Affecté en priorité à la défense de l'Europe dans le cadre de l'OTAN, il connait une carrière éphémère au sein de l'US Army. Déclaré d'une utilité limitée (« limited standard » en jargon US) en 1955, il est rapidement supplanté par le M48 Patton qui n'est qu'un développement direct du M47.

## Description
La coque du M47 est faite de sections moulées soudées ensemble avec deux trappes d'évacuation dans le plancher. Le conducteur est assis à l'avant-gauche avec le mitrailleur conducteur auxiliaire à sa droite. Tous les deux ont une trappe monobloc sur le dessus avec un périscope M13.
La tourelle qui est soudée est montée au centre de la coque, avec le chargeur à gauche, le chef de char et le tireur à droite. Le chargeur a une trappe monobloc avec un périscope M13. La coupole du chef de char a un total de cinq épiscopes, et un périscope M20. Le tireur dispose d'un périscope M20 et d'un télémètre optique à coïncidence M12 de base de 1,42 m.
Le moteur Continental AVDS-1790-5B, avec une cylindrée de 29 356 cm3, et la transmission Allison CD 850-4, 4A ou 4B, sont installés à l'arrière de la coque. La boîte de vitesses est automatique, offrant deux rapports avant et un rapport arrière. Le système électrique fonctionne en 24 volts, alimenté par quatre batteries de 12 volts. Un groupe auxiliaire de puissance Wisconsin TFT à deux cylindres assure l'alimentation électrique lorsque le moteur principal est arrêté. Un système d'extincteur est également intégré dans le compartiment moteur pour des mesures de sécurité supplémentaires.
La suspension est à barre de torsion. Le train de roulement comprend six roues de route, trois galets de roulement, le galet de tension à l'avant et le barbotin à l'arrière. La plupart des modèles ont une roue de tension entre la sixième roue et le barbotin bien que certains pays utilisateurs l'aient retirée. Les essieux de la première, deuxième, cinquième et sixième roues sont équipés d'amortisseurs.
Le canon rayé de 90 mm (T119 E1 ou M36) est monté sur un affut M78. La culasse est à coin vertical et le mécanisme de recul est à lien hydraulique centrifuge et la percussion est mécanique. Le tube est équipé d'un frein de recul cylindrique ou en forme de T. La tourelle fait un tour complet en 10 secondes. L'angle de tir est compris entre 19° et - 5°. Le canon monte à raison de 4° par seconde. 
| Type     | M/V         | Portée   | Masse        |
| -------- | ----------- | -------- | ------------ |
| APERS-T  | 914 m/s     | 4 400 m  | 18,71 kg     |
| AP-T     | 914 m/s     | 17 355 m |              |
| HE-T     | 731 m/s     | 15 330 m | 17, 17,93 kg |
| Smoke    | 823 m/s     | 17 716 m | 17,71 kg     |
| Canister | 874 m/s     | 183 m    | 19,89 kg     |
| APC-T    | 792/803 m/s | 19 568 m | 19,89 kg     |
| HE       | 823 m/s     | 17 716 m | 19,01 kg     |
| HEAT-T   | 1 219 m/s   | 8 138 m  | 14,96 kg     |
| TP-T     | 914 m/s     | 21 031 m | 19,91 kg     |
| HVAP-T   | 1 020 m/s   | 13 835 m | 16,84 kg     |

Une mitrailleuse M1919 A4E1 coaxiale de 7,62 mm est montée à gauche du canon. Il a été question à une époque de la remplacer par une mitrailleuse de .50 (12,7 mm). Il y a aussi une mitrailleuse M1919 A4E1 de 7,62 mm dans la coque, mais certains pays utilisateurs l'ont enlevée pour accroître la capacité de stockage en munitions de 90 mm ainsi portée à 105 coups. La mitrailleuse de .50 Browning M2 HB est montée sur le toit de la tourelle pour un usage antiaérien. Certains pays utilisateurs ont installé des pots à fumée. La Bundeswehr en a ainsi disposé quatre de chaque côté de la tourelle. La capacité originale de stockage des munitions est de 71 coups de 90 mm, de 440 coups de 12,7 mm et de 4 125 coups de 7,62 mm. Les munitions utilisées dans le canon de 90 mm sont les mêmes que celles qui sont utilisées pour le canon M54 qui équipe le canon antichar automoteur M56 et le canon M41 de 90 mm du M48.
Le M47 est normalement équipé d'un dispositif de conduite infra-rouge et un certain nombre de pays utilisateurs ont ajouté un phare d'illumination infra-rouge au-dessus de l'armement principal. Aucun système NBC n'a été installé bien qu'il y ait un ventilateur à l'arrière de la tourelle dans le toit. Il n'est pas prévu pour être amphibie bien qu'un équipement ait été étudié dans ce sens.
- Largeur de la chenille: 580 mm
- Longueur de la chenille en contact avec le sol à droite: 3,78 m
- Longueur de la chenille en contact avec le sol à gauche: 3,876 m
- Patins de chenille: Type T84E1
- Direction: Mécanique par leviers de liaison
- Freins :  A disques multiples
- Chenille: Type T80E6 avec 86 patins
- Barbotin : 13 dents
- Rayon de braquage: Demi-tour sur la chenille
- Classe OTAN: 50
- Radios de bord[3] :
  - Commandant de peloton : ANVRC 3 (SCR-508)
  - Char de base : SCR-528
  - Communications internes: AN/VIA 1
- Manuel technique : TM 9-718A 90-mm Gun Tank M47 Patton Technical Manual[4]

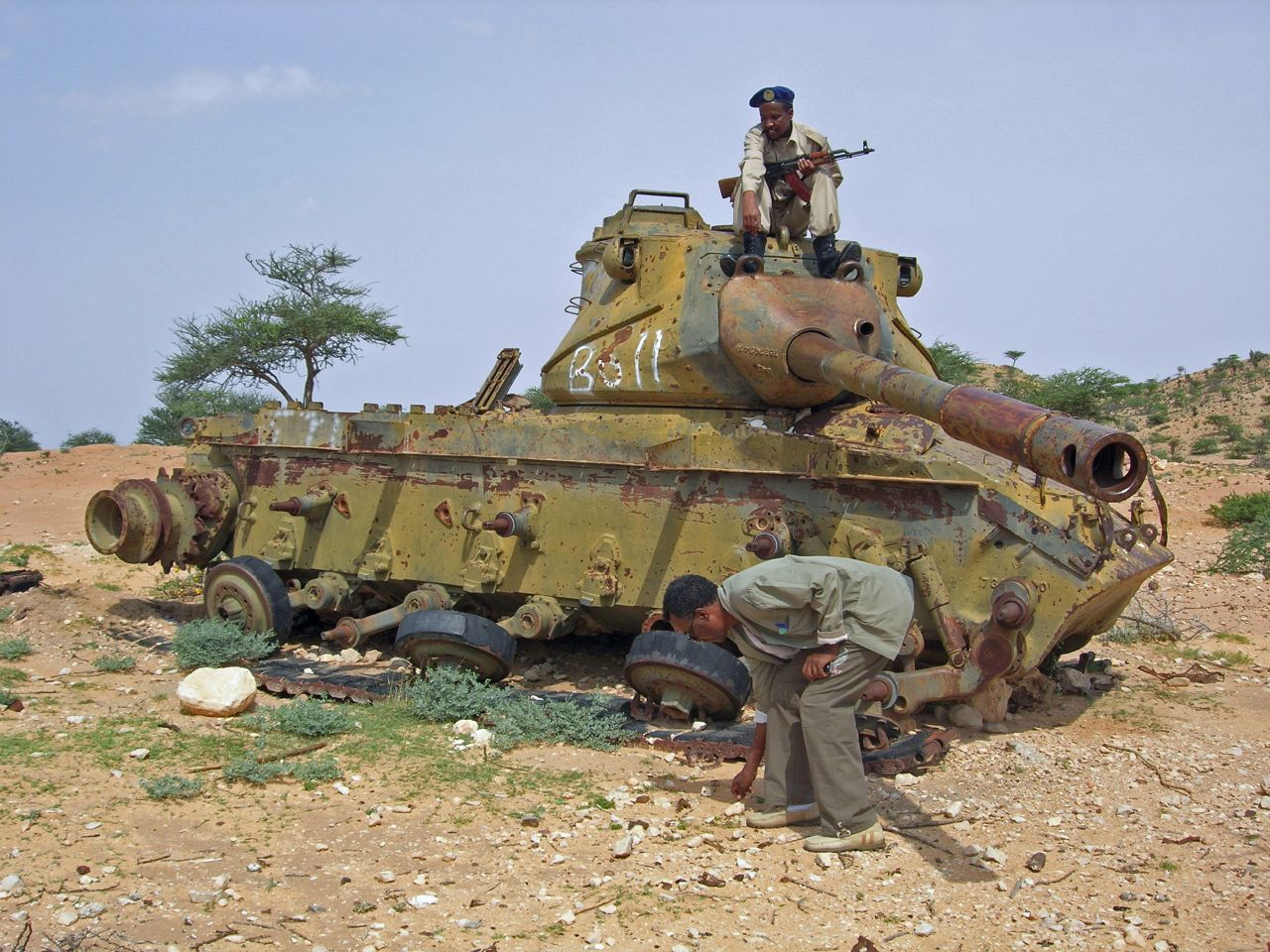
M47 détruit en Somalie.

- M47 détruit en Somalie.

## Variantes
- M46E1 – prototype construit avec un châssis de M46 et une tourelle de T42 équipée du canon de 90 mm du M36 Jackson. Par la suite une radio, un ventilateur et un télémètre optique à coïncidence lui sont ajoutés.
- M47 – principale version produite sur la base d'une coque de M46 modifiée avec un glacis redessiné, la réduction des galets supports de cinq à trois par côté, 8 576 construits.
- M47M – Le résultat d'un programme de valorisation qui a commencé à la fin des années 1960 par la société Chrysler, le M47M possède le moteur et le système de contrôle de tir du char M60A1. La position du mitrailleur de coque est supprimée pour stocker des munitions de 90 mm supplémentaires. Le modèle n'est pas utilisé par les États-Unis mais 800 véhicules sont ainsi améliorés pour servir en Iran et au Pakistan.
- M47E – La version espagnole plus sobre du M47M, elle garde le système de conduite de tir d'origine.
- M47E1 – La deuxième version espagnole améliorée avec un stockage augmenté pour les munitions du canon et un chauffage pour l'équipage. 330 sont ainsi convertis soit en M47E soit en M47E1.
- M47E2 – M47E1 équipé du canon Rheinmetall de 105 mm et une conduite de tir améliorée bien que toujours électro-mécanique. Un système de vision nocturne passif pour le conducteur et le chef de char. 45 construits. Tous sont utilisés par le régiment d'infanterie Cordoba [5]
- M47ER3 – Char de dépannage espagnol. 22 construits.
- Sabalan – Une version iranienne améliorée du M47M, il a des jupes latérale et une nouvelle tourelle équipée d'un canon de 105 mm, un télémètre laser, un nouveau système de contrôle des tirs et de communication.
- M102 - Engin de combat du génie développé et utilisé par l'US Army.
- M47A20 - Engin poseur de pont développé par la firme italienne Astra

Additional equipment
- M6 – Équipement bulldozer pour la série M47.
- Nom inconnu - Changement du canon de 90 du M36 pour celui du M41 utilisé par le M48 Patton III.

## Participation aux opérations
- La France a utilisé un escadron de M47 du 8e régiment de dragons contre les Égyptiens lors de l'affaire de Suez en 1956.
- Le Pakistan a utilisé les M47 pendant les guerres indo-pakistanaise de 1965 et de 1971.
- La Jordanie a utilisé les M47 contre Israël pendant la guerre des Six jours en 1967.
- Les M47 ont été utilisés par l'armée turque pendant l'invasion de Chypre en juillet et août 1974. 200 Patton ont été utilisés dans l'opération. Un M47 opérationnel no 092273 a été capturé par la Garde Nationale de Chypre et il est resté en service jusqu'en 1993. Celui-ci est exposé comme mémorial au camp du 25 EMA à Paphos.
- L'Iran a utilisé des M47 contre l'Irak pendant la guerre Iran-Irak. Les M47 iraniens ont été largement surclassés par les T-62 et les T-72 irakiens et nombre d'entre eux ont été capturés par les troupes de Saddam Hussein.
- Pendant les années 1980 et 1990, l'armée turque a utilisé les M47 contre le PKK en Turquie et en Irak.
- La Croatie a utilisé des M47 contre les Serbes pendant la guerre d'indépendance mais ils ont été nettement surclassés par les T-55 d'origine soviétique. Les M47 ont été retirés du service immédiatement après la guerre et sont maintenant utilisés comme cibles sur les champs de tir, pendant les exercices militaires.
- Pendant la guerre civile en Somalie, certains M47 issus de stocks importants ont pu être déployés au début de celle-ci, mais ces véhicules vieillissants ont vite disparu du champ de bataille à cause du manque d'entretien et de pièces de rechange.

## Armées utilisatrices durant la guerre froide

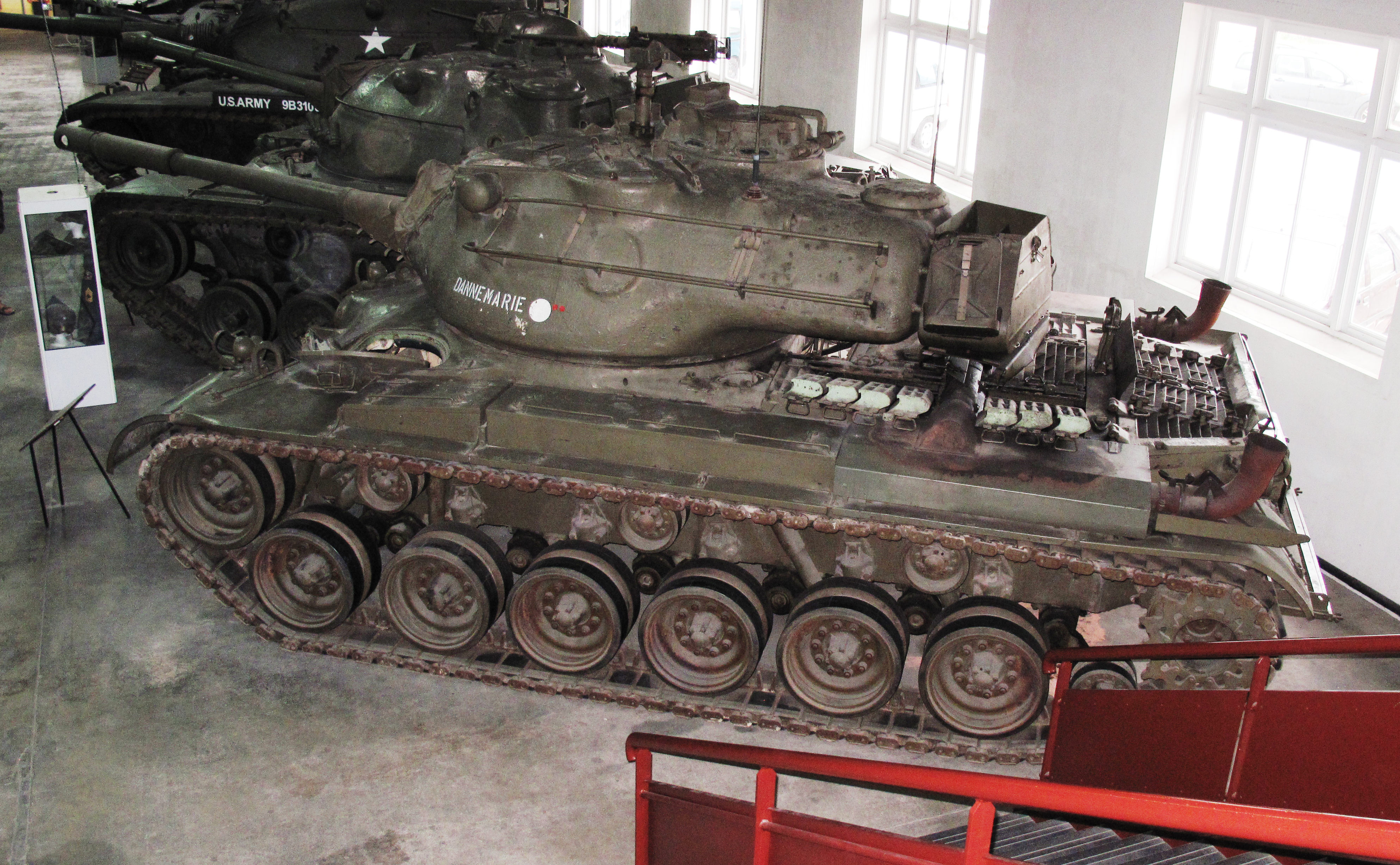
Un M47 Patton français au musée des blindés de Saumur.

Pendant la guerre froide, les 8 000 chars M47 ont servi dans les régiments de chars de bataille dans les nations suivantes :
- Allemagne de l'Ouest: 1 120
  - Le M47 est le premier char américain remis à la Bundeswehr le 19 janvier 1956 à Andernach. Les livraisons durent jusqu'en mars 1957. Les chars sont quasiment neufs car le remplacement par le M48 dans l'US Army se fait rapidement. Les derniers M47 sont retirés en 1967 au profit des M48 et des Léopard I. Une grande part des canons sont réutilisés pour le chasseur de char Kanonenjagdpanzer. Le M47 souffre de deux inconvénients majeurs :
    - sa consommation en carburant qui est énorme
    - le manque de pièces détachées qui font que le Patton connait des taux de disponibilité très bas. La Bundeswehr est donc obligée de construire des chars d'exercice sur la base de camions Unimog Mercedes pour pouvoir apprendre à manœuvrer[6].
- Arabie saoudite: 23 des États-Unis, 108 du marché international
- Autriche: 147 
  - L'Autriche a essayé une version avec un nouveau moteur Diesel mais sans suite.
- Belgique: 784

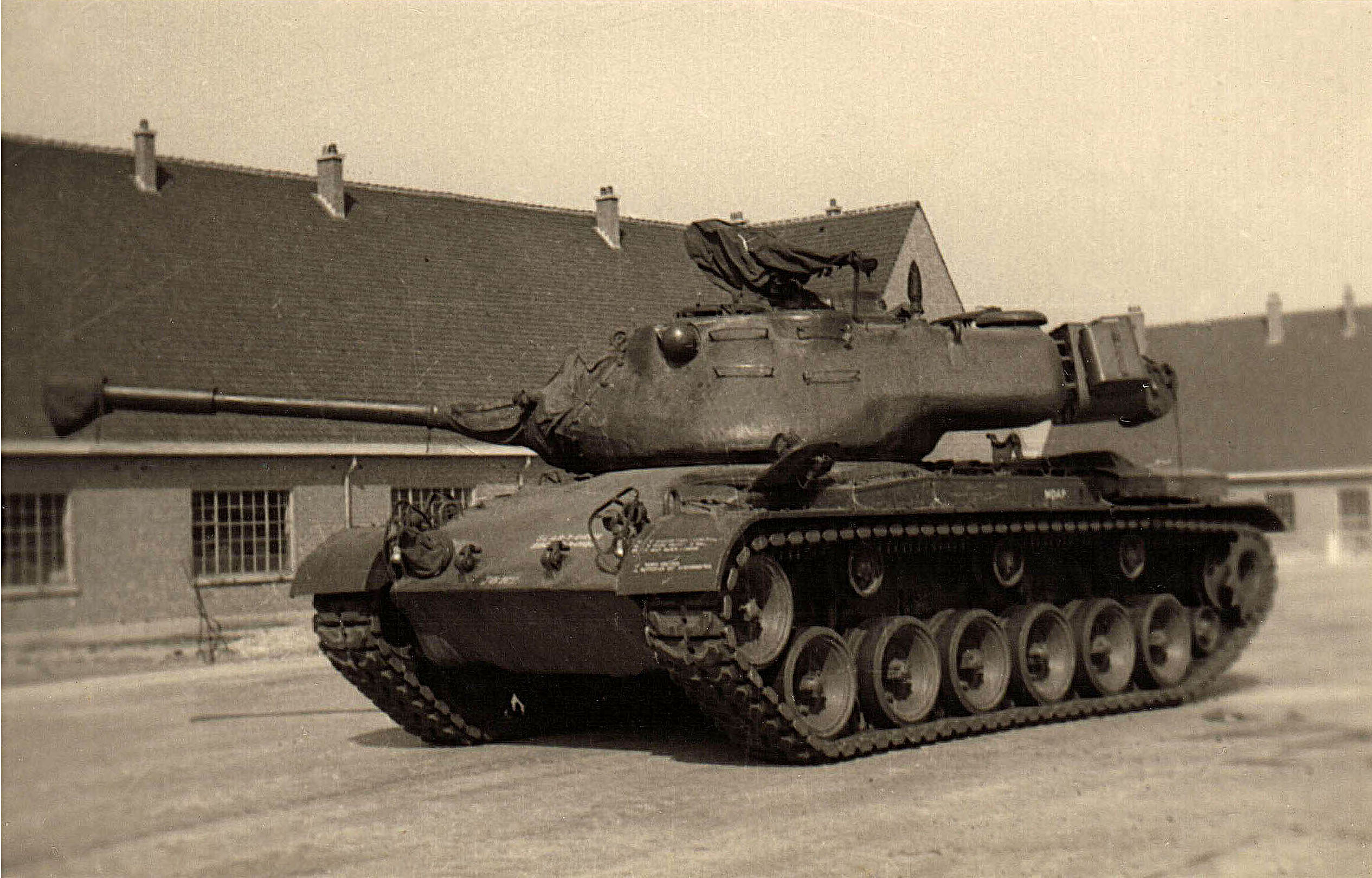
Un char M47 Patton du 1er régiment de lanciers à Düren en 1952.

- - La Belgique est le premier pays Européen en à recevoir. Les dix premiers engins furent débarqués à Anvers le 28 juin 1952. Les 784 chars allaient constituer l'ossature des forces blindées belges jusqu'en 1969[7]. Ce pays avait demandé à British Aircraft Corporation (BAC) d'équiper certains de ses M47 avec des missiles antichar Swingfire. Cette version n'est toutefois jamais entrée en service.
- Brésil:
- Corée du Sud: 531
  - Un certain nombre de M47 ont été reconvertis en char de dépannage. Le canon de 90 mm a été retiré et un treuil a été mis en place dans la tourelle. Une chèvre en A a été montée sur le devant de la coque avec le câble passant par l'orifice laissé par le bouclier du canon. Ce véhicule est limité aux missions de grutage des composants de chars plus qu'à des missions de dépannage à proprement parler.
- Espagne: 381 
  - Les premiers M47 sont livrés en février 1954 dans le cadre du programme MAP. Ils sont attribués au Régiment no 26 "Alcazar de Tolède". À la fin de 1954, le régiment est équipé complètement de 68 chars de combat. La livraison se poursuit jusqu'en 1959[8].
  - L'Espagne a développé une version reconstruite équipée d'un moteur Diesel Continental AVDS-1790-2A avec un système de refroidissement modifié, des réservoirs de carburant dont la capacité a été augmenté de 50 %, une nouvelle suspension et un nouveau système électrique.
  - Tous les M47 étaient retirés du service en 1993, mis à part ceux affectés au génie.  L'Espagne dispose également d'une version véhicule blindé pontonnier encore en service avec le M60 AVLB[9].
- États-Unis:  
  - Adopté dès 1952 le M47 remplacé au bout de quatre ans sur les chaînes de production par le char M48. Les derniers M47 de l'US Army sont retirés entre 1953 et 1957 et ceux de l'US Marine Corps en 1959. Leur séjour dans la réserve est relativement court. Peu de variantes ont donc été développées entretemps.
  - L'US Army a développé un engin de combat du génie M102 sur le châssis du M47 dont elle s'est servi jusqu'en 1975.
  - Elle a développé par ailleurs une version lance-flamme T66 qui a fait l'objet d'essais intensifs mais qui n'a jamais été adoptée.

- France: 856
  - 856 exemplaires ont été livrés à partir de 1953 à l'Arme blindée et cavalerie. Il est généralement très apprécié dans l'armée française pour son confort et sa facilité de conduite grâce à la boîte de vitesses "cross drive" automatique. Il reste en service jusqu'en 1970 comme MBT pour être remplacé par l'AMX-30[10]. Certaines unités les gardent jusqu'en 1980. Les écoles de Coëtquidan s'en servent de cibles mouvantes pour le combat antichar avec deux larges boucliers latéraux. Les régiments du génie conservent des exemplaires équipés de la lame M3E1 de 3,7 m de large et de 2 400 kg à raison de deux chars par compagnie du génie de brigade[11].
  - En 1967, un exemplaire a été testé le canon de 105 mm développé pour l'AMX 30, associé à des modifications sur la culasse et le remplacement des racks à munition[12].

- Grèce: 396 provenant des États-Unis et de la République Fédérale d'Allemagne
- Iran: autour de 400
- Italie: 248

M47 espagnol.

  - M47 italien.M47 espagnol.Une version améliorée, reconstruite avec le canon de 105 mm britannique L7 et avec le moteur, la transmission et le système électrique du M60 MBT a été proposée par Oto-Mélara qui a, par ailleurs reconstruit beaucoup de M47 au profit de l'armée italienne et des armées d'autres pays.

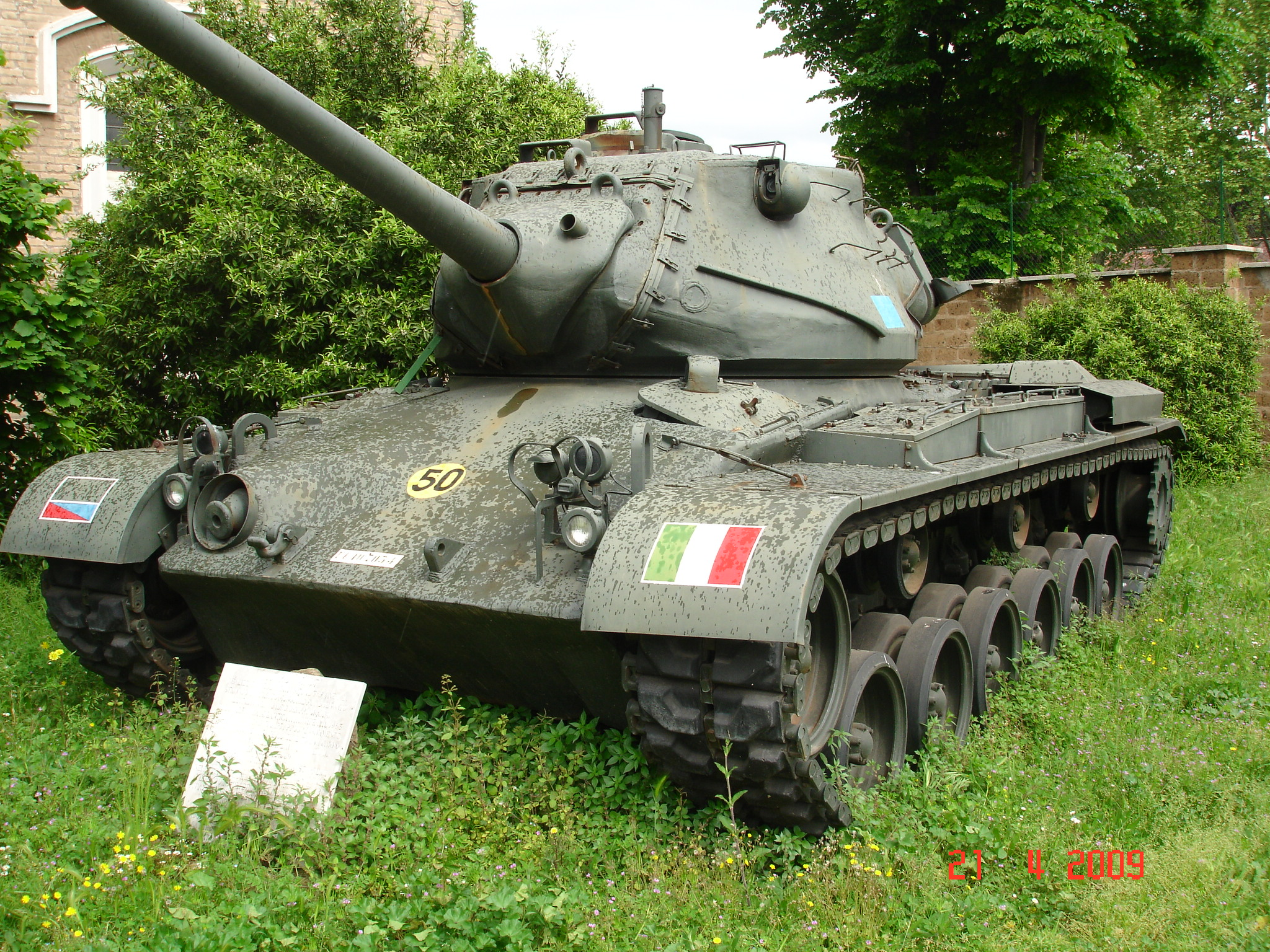
M47 italien.

  - Par ailleurs, la compagnie Astra sise à Plaisance en Italie, avait développé un package A20 poseur de pont qui pouvait être montée sur les châssis du M47, M48 ou Centurion. Le pont de type ciseau avait une longueur totale de 22 m, une largeur de 4 m et pouvait supporter une charge de 54 tonnes. Les bouts du ciseau pouvaient être repliés à 90° à la verticale, créant ainsi une pile pour le pont et deux ponts A20 pouvait être joints pour franchir une coupure importante. Astra avait par ailleurs mis en place dans les modèles normaux un nouveau moteur, une nouvelle transmission, une nouvelle conduite de tir et un nouveau groupe auxiliaire.

- Jordanie: 49
- Pays-Bas:
- Pakistan: 100
- Portugal: 161
- Somalie (armée nationale somalienne): 25 venant d'Arabie saoudite
- Taïwan:
- Turquie: 1 360 provenant des États-Unis et de la République Fédérale d'Allemagne
  - Tous les M47 turcs ont été remplacés par des M48A1 à la fin des années 1990
- Yougoslavie

## Unités toujours en service en 2006
Quatre pays ont maintenu à cette date en service (en version modernisée) des Patton M47 :
- Corée du Sud (400)
- Iran (150)
- Pakistan (120)
- Portugal (12)

Un pays l'utilise encore comme char de dépannage et char pontonnier
- Espagne – 22 M47ER3 de dépannage basés sur le châssis du M47 modernisé en 1992-1994 et 1 M-47 Leguan pontonnier.